# Equitazione ai Giochi della IX Olimpiade - Concorso completo a squadre
La competizione del concorso completo a squadre di equitazione dai Giochi della IX Olimpiade si è svolta nei giorni dall'8 e all'11 agosto in varie sedi.

## Risultati
Tre concorrenti per nazione. I risultati della prova individuale erano validi per la classifica finale.
| Pos.    | Nazione        | Binomio                        | Binomio       | Punti individuali | Totale  |
| Pos.    | Nazione        | Cavaliere                      | Cavallo       | Punti individuali | Totale  |
| ------- | -------------- | ------------------------------ | ------------- | ----------------- | ------- |
| Oro     | Paesi Bassi    | Charles Pahud de Mortanges     | Marcroix      | 1969,82           | 5865,68 |
| Oro     | Paesi Bassi    | Gerard de Kruijff              | Va-t-en       | 1967,26           | 5865,68 |
| Oro     | Paesi Bassi    | Adolf van der Voort van Zijp   | Silver Piece  | 1928,60           | 5865,68 |
| Argento | Norvegia       | Bjart Ording                   | And Over      | 1912,98           | 5395,68 |
| Argento | Norvegia       | Arthur Qvist                   | Hidalgo       | 1895,14           | 5395,68 |
| Argento | Norvegia       | Eugen Johansen                 | Baby          | 1587,56           | 5395,68 |
| Bronzo  | Polonia        | Michał Antoniewicz             | Moja Mila     | 1822,50           | 5067,92 |
| Bronzo  | Polonia        | Józef Trenkwald                | Lwi Pazur     | 1645,20           | 5067,92 |
| Bronzo  | Polonia        | Karol von Rómmel               | Donese        | 1600,22           | 5067,92 |
| -       | Belgio         | Louis Rousseaux                | Swang         | 1872,02           | NC      |
| -       | Belgio         | Louis Marie de Jonghe d'Ardoye | Gigolo        | DNF               | NC      |
| -       | Belgio         | Georges Van der Ton            | Remember Erin | DNF               | NC      |
| -       | Bulgaria       | Vladimir Stoychev              | Darda         | DNF               | NC      |
| -       | Bulgaria       | Todor Semov                    | Arsenal       | DNF               | NC      |
| -       | Bulgaria       | Krum Lekarski                  | Gigant        | DNF               | NC      |
| -       | Spagna         | José María Cabanillas          | Barrabás      | 1708,56           | NC      |
| -       | Spagna         | Angelio Somalo                 | Royal         | DNF               | NC      |
| -       | Spagna         | Francisco Giménez              | Quart d'heure | DNF               | NC      |
| -       | Francia        | François Denis de Rivoyre      | Nistos        | 1831,32           | NC      |
| -       | Francia        | Henri Pernot du Breuil         | Titania       | 1511,70           | NC      |
| -       | Francia        | E. M. Longin Spindler          | Poupée        | DNF               | NC      |
| -       | Germania       | Bruno Neumann                  | Ilja          | 1944,42           | NC      |
| -       | Germania       | Rudolf Lippert                 | Flucht        | 1872,62           | NC      |
| -       | Germania       | Walter Feyerabend              | Alpenrose     | DNF               | NC      |
| -       | Ungheria       | Alfréd von Adda                | Alvezér       | 1845,18           | NC      |
| -       | Ungheria       | Cseh von Szent-Katolna Kálmán  | Bene          | DNF               | NC      |
| -       | Ungheria       | Ottó Binder                    | Jukker        | DNF               | NC      |
| -       | Italia         | Giuseppe Valenzano             | Jaddo         | 1861,52           | NC      |
| -       | Italia         | Eugenio Cerboneschi            | Derna         | 1733,04           | NC      |
| -       | Italia         | Tommaso Lequio di Assaba       | Uroski        | DNF               | NC      |
| -       | Svizzera       | Willy Gerber                   | Chesnut Lily  | 1870,40           | NC      |
| -       | Svizzera       | Charles Stoffel                | Attila        | 1818,46           | NC      |
| -       | Svizzera       | René de Ribeaupierre           | Sergent       | DNF               | NC      |
| -       | Svezia         | Nils Kettner                   | Caesar        | 1901,66           | NC      |
| -       | Svezia         | Sven Colliander                | King          | 1868,92           | NC      |
| -       | Svezia         | Victor Ankarcrona              | Mascha        | DNF               | NC      |
| -       | Cecoslovacchia | Josef Charous                  | Engadin       | 1844,44           | NC      |
| -       | Cecoslovacchia | Josef Seyfried                 | Ekul          | DNF               | NC      |
| -       | Cecoslovacchia | František Statečný             | Fesák         | DNF               | NC      |
| -       | Stati Uniti    | Sloan Doak                     | Misty Morn    | 1841,08           | NC      |
| -       | Stati Uniti    | Frank Carr                     | Verdun Belle  | 1773,52           | NC      |
| -       | Stati Uniti    | Charles George                 | Ozella        | DNF               | NC      |